# Ciancherotti
I Ciancherotti (o anche chiamati Ciancarotti o Ciangherotti) erano una nobile famiglia ternana che nel XVI secolo era legata ad ambienti militari e godeva del favore pontificio, il che faceva di loro potenti alleati dei Tomassoni e dei Nicoletti, loro parenti.

## Le origini della famiglia
I Ciancherotti erano noti a Terni già nel XIV secolo come capi Banderari, quando, invece del cognome, veniva attribuito loro il solo soprannome di Ciancarottus (sciancato), poi chiamati Ciancarotti e infine Ciancherotti: loro membri erano spesso presenti al governo del municipio, come esponenti di parte.
Giovan Felice Ciancarotti fu tra gli incaricati dal Municipio ad accogliere il Pontefice Clemente VIII (salito al soglio pontificio il 30 gennaio 1592) in Terni. La cronaca originale ternana dell'epoca registra:
Le Antiche Riformanze testimoniano, alla data del primo aprile 1598, l'ascesa della famiglia Ciancarotti che, grazie alla fama e alle ricchezze apportate dai suoi due Colonnelli: i fratelli Anastasio e Stefano, non fu più nella classe del medio ceto, ma si elevò al rango nobiliare. 
La famiglia Ciancherotti, al culmine della propria ascesa sociale ed economica, aveva un proprio palazzo all'angolo tra piazza della Repubblica e l'inizio di via Garibaldi, o via del Sesto, come si chiama a quel tempo. Oggi, dopo i bombardamenti dell'ultimo conflitto mondiale il palazzo distrutto è stato rimpiazzato da un nuovo immobile adiacente al vecchio palazzo comunale, oggi adibito a centro multimediale. Solo il portale del palazzo Ciancherotti rimane a testimonianza dei trascorsi: oggi fa bella mostra di sé riutilizzato come porta della nicchia che ospita la terracotta della Madonna con Bambino in piazza della Repubblica. Nuovamente il palazzo e il proprietario sono ben identificati con il numero 54 sulla Pianta Antica della Città di Terni, dove è chiamato "Palazzo dei Sig.ri Ciancarotti".

## Biografia  di Anastasio

### La giovinezza
Anastasio Ciancherotti, il cui avo materno era Alessandro Tomassoni, nacque a Terni il 18 Agosto 1571 da Giovan Felice Ciancherotti e Cleopatra Tomassoni. Si arruolò nell’esercito di Giovan Francesco Aldobrandini, nipote del papa e generale pontificio, per combattere nella guerra turca. Passò poi agli ordini dell’Arciduca Mattia d’Austria come ufficiale del reggimento del barone prussiano Ferdinand von Kolnitz.

### La carriera militare
Alla fine del conflitto turco entrò al servizio del pontefice come governatore della provincia di Avignone. Successivamente il papa lo nominò colonnello comandante del distretto di Ferrara. Lasciò poi l’incarico per andare a combattere per la Repubblica di Genova in guerra con i Savoia comportandosi eroicamente. Nel 1626 lo Stato della Chiesa lo ingaggiò come consulente di guerra del Cardinale Barberini e poi lo nominò governatore militare della città di Orvieto nel 1645. Anastasio Ciancherotti e il fratello minore Stefano sono indicati dall’Angeloni come: 
Di Anastasio (Sempre Francesco Angeloni) scrisse che: 

## Biografia  di Stefano

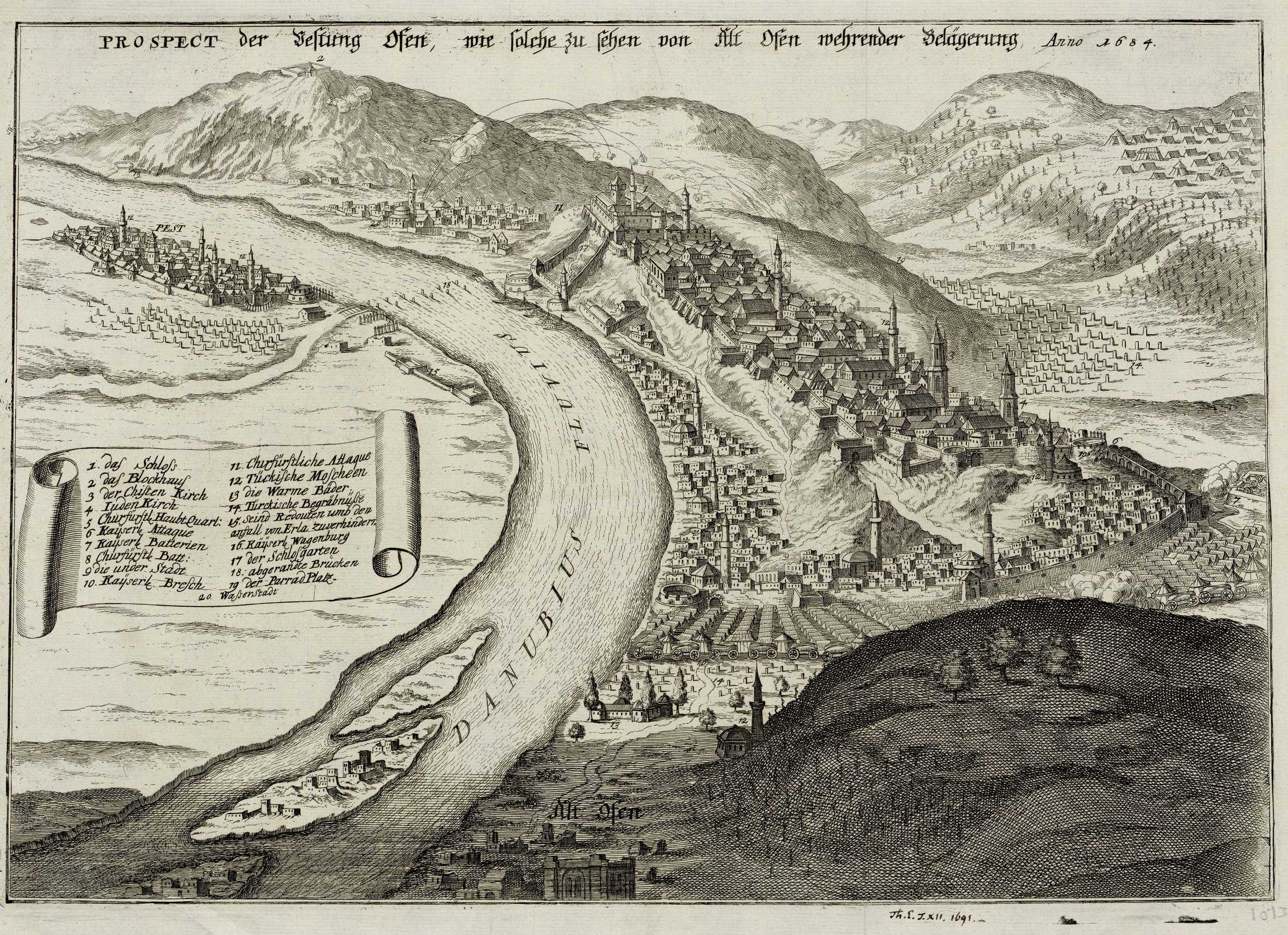
Mappa della città di Buda nel 1684.

Stefano Ciancherotti, nacque a Terni il 12 Febbraio 1576 (anch'egli da Giovan Felice Ciancherotti e Cleopatra Tomassoni), e seguì il fratello Anastasio in Ungheria arruolandosi giovanissimo con Giovan Francesco Aldobrandini nel 1597 per passare poi alle dipendenze dell’Arciduca Mattia, combatté nel reggimento del friulano Conte di Strassoldo. Così lo ricorda Francesco Angeloni:
Partecipò all’assedio di Buda, dove per primo ne scalò le mura. Diventato Colonnello, morì ventinovenne nel 1606 per le ferite riportate in combattimento contro i Turchi:
La spedizione contro i Turchi in Ungheria era stata voluta da Clemente VIII. Di 7000 uomini che erano partiti ne tornarono solo 2000, decimati anche da epidemie e stenti. Molti di loro finirono a Roma, profondamente segnati da quella tragica esperienza bellica.

## I più importanti componenti della famiglia
- Anastasio Ciancherotti (n. 1571), Colonnello, Governatore e consigliere militare dello Stato Pontificio.
- Stefano Ciancherotti (n. 1576 † 1606), Colonnello e avventuriero.